# 올림푸스 M.Zuiko Digital 40-150mm 렌즈
올림푸스 M.Zuiko Digital 40-150mm 렌즈는 올림푸스에서 생산한 초점거리 40-150mm의 마이크로 포서드 마운트 망원 줌렌즈이다.
지금까지 세 종류의 40-150mm 렌즈가 출시되었다.

## M.Zuiko Digital ED 40-150mm F2.8 PRO
2014년 출시된 M.Zuiko 최초의 고급 망원 줌렌즈이다. 일반적으로 각 회사를 대표하는 고급 망원줌렌즈는 환산 70-200mm 대역의 고정조리개 렌즈들이며 파나소닉도 그를 반영하여 G X Vario 35-100mm 1:2.8 Power OIS.를 만들었지만, 올림푸스는 그보다 더 망원 대역인 환산 80-300mm를 선택하였다. 마이크로 포서드 렌즈로써는 처음으로 삼각대 마운트 링 등을 장비하며, 내부적으로는 듀얼 VCM 초점구동계를 채용, 두 군의 렌즈를 개별적으로 이동시키는 플로팅 포커스 방식을 구현하여 경쟁 렌즈에 비해 대단히 적은 숫자의 렌즈군으로 더 높은 배율을 구현하였다. 비구면 렌즈를 다수 채용한 때문에 배경흐림의 형상이 부자연스럽다는 단점이 있다. MC-14 텔레컨버터를 장착하면 환산 112-420mm에 F4의 조리개를 가지는 렌즈가 되며, 출시 당시부터 텔레컨버터 킷으로 판매되기도 하였다.

## M.Zuiko Digital ED 40-150mm F4-5.6
경량 보급형 망원렌즈로 190g의 무게와 MSC 모터 채용에 따른 빠르고 정숙한 AF가 특징이다. 경통의 형태는 14-150mm와 아주 유사하나 100g가량 가볍다. 플라스틱 마운트이며, 은색/검은색 두 색깔로 출시되었다.

## M.Zuiko Digital ED 40-150mm F4-5.6 R
2011년 6월 출시. 당시 출시된 E-P3, E-PL3, E-PM1 바디에 부속되는 14-42mm ⅡR과 같은 형식으로 외장의 형태를 개선하였다. 보급형 망원렌즈로 꾸준히 각광받았으며, 화질이 높은 구간은 상대적으로 광각 쪽인 40mm ~ 75mm 구간이다.

## 사양
| 사양               | F2.8 PRO                                              | F4-5.6       | F4-5.6 R     |
| ------------------ | ----------------------------------------------------- | ------------ | ------------ |
| 제품 사진          |                                                       |              |              |
| 화각(대각선)       | 30°~ 8.2°                                             | 30°~ 8.2°    | 30°~ 8.2°    |
| 광학 구성          | 10군 16매                                             | 10군 13매    | 10군 13매    |
| 특수 광학군        | 비구면 2매, 비구면 ED 1매, ED 3매, 슈퍼ED 1매, HD 1매 | ED 1매       | ED 1매       |
| 조리개 구성        | 9매, 원형                                             | 7매, 원형    | 7매, 원형    |
| 최소 조리개        | F22                                                   | F22          | F22          |
| 손떨림 보정        | 없음                                                  | 없음         | 없음         |
| 방진방적           | 있음                                                  | 없음         | 없음         |
| 크기               | ⌀79.4 x 160mm                                         | ⌀63.5 x 83mm | ⌀63.5 x 83mm |
| 최단촬영거리       | 0.7m                                                  | 0.9m         | 0.9m         |
| 무게               | 760g/880g                                             | 190g         | 190g         |
| 필터 직경          | ⌀72mm                                                 | ⌀58mm        | ⌀58mm        |
| 발매년월           | 2014/09                                               | 2010/08      | 2011/06      |
| 권장 소비자 가격 $ |                                                       |              |              |

## 같이 보기
- 마이크로 포서즈 시스템